# Thượng Hồng (phường)
Thượng Hồng là một phường thuộc tỉnh Hưng Yên, Việt Nam.

## Địa lý
Phường Thượng Hồng nằm ở phía bắc của tỉnh Hưng Yên, có vị trí địa lý:
- Phía đông giáp xã Kẻ Sặt và xã Cẩm Giàng của thành phố Hải Phòng.
- Phía tây giáp phường Mỹ Hào.
- Phía tây nam giáp phường Đường Hào.
- Phía bắc giáp xã Đại Đồng.

## Lịch sử
Ngày 16 tháng 6 năm 2025, Ủy ban Thường vụ Quốc hội ban hành Nghị quyết số 1666/NQ-UBTVQH15 về việc sắp xếp các đơn vị hành chính cấp xã của tỉnh Hưng Yên năm 2025. Theo đó, sắp xếp toàn bộ diện tích tự nhiên, quy mô dân số của phường Bạch Sam, phường Minh Đức, xã Dương Quang và xã Hòa Phong thành phường mới có tên gọi là phường Thượng Hồng.